# Тенканау (Долж)
Тенканау (рум. Tencănău) насеље је у Румунији у округу Долж у општини Салкуца. Oпштина се налази на надморској висини од 122 m.

## Становништво
Према подацима из 2002. године у насељу је живело 529 становника, од којих су сви румунске националности.